# Fußball-Weltmeisterschaft 1994/Gruppe F
Spiele der Gruppe F der Fußball-Weltmeisterschaft 1994.
| Pl. | Land          | Sp. | S | U | N | Tore    | Diff. | Punkte |
| --- | ------------- | --- | - | - | - | ------- | ----- | ------ |
| 1.  | Niederlande   | 3   | 2 | 0 | 1 | 004:300 | +1    | 06     |
| 2.  | Saudi-Arabien | 3   | 2 | 0 | 1 | 004:300 | +1    | 06     |
| 3.  | Belgien       | 3   | 2 | 0 | 1 | 002:100 | +1    | 06     |
| 4.  | Marokko       | 3   | 0 | 0 | 3 | 002:500 | −3    | 0      |

## Belgien – Marokko 1:0 (1:0)
| Belgien                                                     | Belgien | Marokko | Marokko |
| ----------------------------------------------------------- | --- | --- | ------- |
| Belgien                                                     | \| 1. Spieltag \| \| 19. Juni 1994 um 12:30 Uhr in Orlando (Florida Citrus Bowl) \| \| Zuschauer: 61.219 \| \| Schiedsrichter: José Torres Cadena ( Kolumbien) \| \| Spielbericht \|                                                          | \| 1. Spieltag \| \| 19. Juni 1994 um 12:30 Uhr in Orlando (Florida Citrus Bowl) \| \| Zuschauer: 61.219 \| \| Schiedsrichter: José Torres Cadena ( Kolumbien) \| \| Spielbericht \|                                                                                                   | Marokko |
| Belgien                                                     | Michel Preud’homme – Georges Grün , Rudi Smidts, Michel De Wolf – Franky Van Der Elst, Enzo Scifo, Lorenzo Staelens, Danny Boffin (85. Vital Borkelmans) – Marc Degryse, Luc Nilis (54. Marc Emmers), Josip Weber Cheftrainer: Paul Van Himst | Khalil Azmi (85. Zakaria Alaoui) – Nacer Abdellah, Smahi Triki, Noureddine Naybet, Abdelkrim El Hadrioui – Mustafa El Haddaoui (69. Ahmed Bahja), Rachid Azzouzi, El Arbi Hababi, Rachid Daoudi – Mustapha Hadji – Mohammed Chaouch (82. Mohammed Samadi) Cheftrainer: Abdellah Blinda | Marokko |
| Belgien                                                     | 1:0 Degryse (11.) | | Marokko |
| Belgien                                                     | Grün, Weber | Naybet, Daoudi, Azzouzi | Marokko |
| 1. Spieltag                                                 | | |         |
| 19. Juni 1994 um 12:30 Uhr in Orlando (Florida Citrus Bowl) | | |         |
| Zuschauer: 61.219                                           | | |         |
| Schiedsrichter: José Torres Cadena ( Kolumbien)             | | |         |
| Spielbericht                                                | | |         |

## Niederlande – Saudi-Arabien 2:1 (0:1)
| Niederlande                                                                         | Niederlande | Saudi-Arabien | Saudi-Arabien |
| ----------------------------------------------------------------------------------- | --- | --- | ------------- |
| Niederlande                                                                         | \| 1. Spieltag \| \| 20. Juni 1994 um 19:30 Uhr in Washington, D.C. (Robert F. Kennedy Memorial Stadium) \| \| Zuschauer: 50.535 \| \| Schiedsrichter: Manuel Díaz Vega ( Spanien) \| \| Spielbericht \|                                 | \| 1. Spieltag \| \| 20. Juni 1994 um 19:30 Uhr in Washington, D.C. (Robert F. Kennedy Memorial Stadium) \| \| Zuschauer: 50.535 \| \| Schiedsrichter: Manuel Díaz Vega ( Spanien) \| \| Spielbericht \|                                                                                        | Saudi-Arabien |
| Niederlande                                                                         | Ed de Goey – Ulrich van Gobbel, Ronald Koeman , Frank de Boer – Ronald de Boer, Frank Rijkaard, Jan Wouters, Wim Jonk – Bryan Roy (81. Peter van Vossen), Dennis Bergkamp, Marc Overmars (59. Gaston Taument) Cheftrainer: Dick Advocaat | Mohammad ad-Daʿayyaʿ – Ahmad Jamil Madani, Fuad Amin, Mohammed al-Khilaiwi, Mohammad al-Jawad – Abdullah al-Dosari, Fahd al-Harifi al-Bischi, Talal Jebreen, Khalid al-Muwallid – Madschid Mohammed Abdullah (47. Hamzah Falatah), Said al-Uwairan (69. Hamzah Saleh) Cheftrainer: Jorge Solari | Saudi-Arabien |
| Niederlande                                                                         | 1:1 Jonk (50.) 2:1 Taument (86.) | 0:1 Amin (18.) | Saudi-Arabien |
| Niederlande                                                                         | van Gobbel, F. de Boer | al-Dosari, al-Jawad, Amin | Saudi-Arabien |
| 1. Spieltag                                                                         | | |               |
| 20. Juni 1994 um 19:30 Uhr in Washington, D.C. (Robert F. Kennedy Memorial Stadium) | | |               |
| Zuschauer: 50.535                                                                   | | |               |
| Schiedsrichter: Manuel Díaz Vega ( Spanien)                                         | | |               |
| Spielbericht                                                                        | | |               |

## Belgien – Niederlande 1:0 (0:0)
| Belgien                                                     | Belgien | Niederlande | Niederlande |
| ----------------------------------------------------------- | --- | --- | ----------- |
| Belgien                                                     | \| 2. Spieltag \| \| 25. Juni 1994 um 12:30 Uhr in Orlando (Florida Citrus Bowl) \| \| Zuschauer: 62.387 \| \| Schiedsrichter: Renato Marsiglia ( Brasilien) \| \| Spielbericht \|                                                                  | \| 2. Spieltag \| \| 25. Juni 1994 um 12:30 Uhr in Orlando (Florida Citrus Bowl) \| \| Zuschauer: 62.387 \| \| Schiedsrichter: Renato Marsiglia ( Brasilien) \| \| Spielbericht \|                                             | Niederlande |
| Belgien                                                     | Michel Preud’homme – Vital Borkelmans (61. Rudi Smidts) – Georges Grün , Philippe Albert, Michel De Wolf – Franky Van Der Elst, Enzo Scifo, Lorenzo Staelens, Marc Emmers (78. Dirk Medved) – Marc Degryse, Josip Weber Cheftrainer: Paul Van Himst | Ed de Goey – Stan Valckx, Ronald Koeman , Frank de Boer – Ronald de Boer (46. Rob Witschge), Frank Rijkaard, Jan Wouters, Wim Jonk – Bryan Roy, Dennis Bergkamp, Gaston Taument (64. Marc Overmars) Cheftrainer: Dick Advocaat | Niederlande |
| Belgien                                                     | 1:0 Albert (65.) | | Niederlande |
| Belgien                                                     | Borkelmans | Wouters, Jonk, Witschge, Rijkaard, Bergkamp | Niederlande |
| 2. Spieltag                                                 | | |             |
| 25. Juni 1994 um 12:30 Uhr in Orlando (Florida Citrus Bowl) | | |             |
| Zuschauer: 62.387                                           | | |             |
| Schiedsrichter: Renato Marsiglia ( Brasilien)               | | |             |
| Spielbericht                                                | | |             |

## Saudi-Arabien – Marokko 2:1 (2:1)
| Saudi-Arabien                                                  | Saudi-Arabien | Marokko | Marokko |
| -------------------------------------------------------------- | --- | --- | ------- |
| Saudi-Arabien                                                  | \| 2. Spieltag \| \| 25. Juni 1994 um 12:30 Uhr in East Rutherford (Giants Stadium) \| \| Zuschauer: 76.322 \| \| Schiedsrichter: Philipp Don ( England) \| \| Spielbericht \| | \| 2. Spieltag \| \| 25. Juni 1994 um 12:30 Uhr in East Rutherford (Giants Stadium) \| \| Zuschauer: 76.322 \| \| Schiedsrichter: Philipp Don ( England) \| \| Spielbericht \|                                                                                     | Marokko |
| Saudi-Arabien                                                  | Mohammad ad-Daʿayyaʿ – Awad al-Anazi (29. Abdullah Zubromawi), Ahmad Jamil Madani, Mohammed al-Khilaiwi, Mohammad al-Jawad – Fuad Amin, Fahd al-Harifi al-Bischi, Khalid al-Muwallid, Talal Jebreen – Sami al-Dschabir (79. Fahad al-Ghesheyan), Said al-Uwairan Cheftrainer: Jorge Solari | Khalil Azmi – Nacer Abdellah (57. Abdelsalam El Ghrissi), Smahi Triki, Noureddine Naybet, Abdelkrim El Hadrioui – El Arbi Hababi (72. Mustapha Hadji), Tahar El Khalej, Rachid Azzouzi, Rachid Daoudi – Ahmed Bahja, Mohammed Chaouch Cheftrainer: Abdellah Blinda | Marokko |
| Saudi-Arabien                                                  | 1:0 al-Dschabir (7., Foulelfmeter) 2:1 Amin (45.) | 1:1 Chaouch (26.) | Marokko |
| Saudi-Arabien                                                  | Jebreen, Amin (2.), al-Muwallid, ad-Daʿayyaʿ | El Hadrioui, Naybet (2.) | Marokko |
| 2. Spieltag                                                    | | |         |
| 25. Juni 1994 um 12:30 Uhr in East Rutherford (Giants Stadium) | | |         |
| Zuschauer: 76.322                                              | | |         |
| Schiedsrichter: Philipp Don ( England)                         | | |         |
| Spielbericht                                                   | | |         |

## Marokko – Niederlande 1:2 (0:1)
| Marokko                                                     | Marokko | Niederlande | Niederlande |
| ----------------------------------------------------------- | --- | --- | ----------- |
| Marokko                                                     | \| 3. Spieltag \| \| 29. Juni 1994 um 12:30 Uhr in Orlando (Florida Citrus Bowl) \| \| Zuschauer: 60.578 \| \| Schiedsrichter: Alberto Tejada ( Peru) \| \| Spielbericht \|                                                                                    | \| 3. Spieltag \| \| 29. Juni 1994 um 12:30 Uhr in Orlando (Florida Citrus Bowl) \| \| Zuschauer: 60.578 \| \| Schiedsrichter: Alberto Tejada ( Peru) \| \| Spielbericht \|                                                   | Niederlande |
| Marokko                                                     | Zakaria Alaoui – Mohammed Samadi, Smahi Triki, Rachid Neqrouz, Abdelkrim El Hadrioui – Abdelmajid Bouyboud (46. Mustapha Hadji), Tahar El Khalej , Rachid Azzouzi (61. Rachid Daoudi), El Arbi Hababi – Ahmed Bahja, Hassan Nader Cheftrainer: Abdellah Blinda | Ed de Goey – Stan Valckx, Ronald Koeman , Frank de Boer – Aron Winter, Wim Jonk, Jan Wouters, Rob Witschge – Peter van Vossen (67. Bryan Roy), Dennis Bergkamp, Marc Overmars (56. Gaston Taument) Cheftrainer: Dick Advocaat | Niederlande |
| Marokko                                                     | 1:1 Nader (47.) | 0:1 Bergkamp (43.) 1:2 Roy (77.) | Niederlande |
| Marokko                                                     | Nader, El Khalej, Bouyboud, Hababi, Samadi | Wouters (2.), Valckx | Niederlande |
| 3. Spieltag                                                 | | |             |
| 29. Juni 1994 um 12:30 Uhr in Orlando (Florida Citrus Bowl) | | |             |
| Zuschauer: 60.578                                           | | |             |
| Schiedsrichter: Alberto Tejada ( Peru)                      | | |             |
| Spielbericht                                                | | |             |

## Belgien – Saudi-Arabien 0:1 (0:1)
| Belgien                                                                             | Belgien | Saudi-Arabien | Saudi-Arabien |
| ----------------------------------------------------------------------------------- | --- | --- | ------------- |
| Belgien                                                                             | \| 3. Spieltag \| \| 29. Juni 1994 um 12:30 Uhr in Washington, D.C. (Robert F. Kennedy Memorial Stadium) \| \| Zuschauer: 52.959 \| \| Schiedsrichter: Hellmut Krug ( Deutschland) \| \| Spielbericht \|                                     | \| 3. Spieltag \| \| 29. Juni 1994 um 12:30 Uhr in Washington, D.C. (Robert F. Kennedy Memorial Stadium) \| \| Zuschauer: 52.959 \| \| Schiedsrichter: Hellmut Krug ( Deutschland) \| \| Spielbericht \|                                                                                                 | Saudi-Arabien |
| Belgien                                                                             | Michel Preud’homme – Philippe Albert, Michel De Wolf, Rudi Smidts – Dirk Medved, Franky Van Der Elst, Lorenzo Staelens, Danny Boffin – Enzo Scifo – Marc Degryse (24. Luc Nilis), Marc Wilmots (54. Josip Weber) Cheftrainer: Paul Van Himst | Mohammad ad-Daʿayyaʿ – Abdullah Zubromawi, Ahmad Jamil Madani, Mohammed al-Khilaiwi, Mohammad al-Jawad – Talal Jebreen, Hamzah Saleh, Fahd al-Harifi al-Bischi – Hamzah Falatah, Said al-Uwairan (63. Abdullah al-Dosari), Madschid Mohammed Abdullah (46. Khalid al-Muwallid) Cheftrainer: Jorge Solari | Saudi-Arabien |
| Belgien                                                                             | 0:1 al-Uwairan (5.) | | Saudi-Arabien |
| Belgien                                                                             | Scifo, Smidts | Madani, Falatah | Saudi-Arabien |
| 3. Spieltag                                                                         | | |               |
| 29. Juni 1994 um 12:30 Uhr in Washington, D.C. (Robert F. Kennedy Memorial Stadium) | | |               |
| Zuschauer: 52.959                                                                   | | |               |
| Schiedsrichter: Hellmut Krug ( Deutschland)                                         | | |               |
| Spielbericht                                                                        | | |               |